# Christiane Sehested
Christiane Sehested, född den 15 juli 1626, död 1670, morganatisk dotter till kung Kristian IV av Danmark och Kirsten Munk. Hon delade titeln grevinna af Slesvig-Holsten med mor och syskon.

## Biografi
Christiane Sehested var kungens dotter men var inte prinsessa, då föräldrarna hade ingått ett morganatiskt äktenskap. Vid tio års ålder 1636 förlovades hon med Norges ståthållare Hannibal Sehested. De gifte sig under stor pompa i Köpenhamn 1642 och hon bodde sedan på Akershus i Oslo fram till att maken förlorade sin plats 1651.  
Relationen till syskonen och maken beskrivs inte som bra, och hon levde 1651–1658 under ekonomiska bekymmer i Hamburg. År 1658 återvände hon till Danmark och ställde sig liksom maken på de belägrande svenskarnas sida i deras läger utanför huvudstaden. År 1660 fick maken tillbaka kungens gunst, och från 1662 kallade hon sig återigen grevinna. Vid makens död 1666 drog hon sig tillbaka till sitt gods.   
Hon skrev även flera folkvisor.